# Agnona

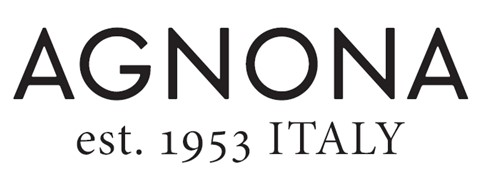
Agnona es una firma italiana de moda de tejidos

Agnona es una firma italiana de moda, dedicada también a la fabricación de tejidos y la decoración del hogar. Fundada en 1953 por Francesco Ilorini Mo, y dirigida posteriormente por Alberto Ilorini, fue adquirida por el grupo Ermenegildo Zegna en 1999. Agnona era originariamente una fábrica de tejidos de lana que producía tejidos para firmas de moda, hasta que en la década de los 70 del siglo XX comenzó su propia firma de moda.

## Historia
La empresa fue fundada en 1953 por Francesco Ilorini Mo y se encontraba originariamente en Borgosesia, Italia. Desde entonces, Agnona ha suministrado tejidos a diseñadores de moda a nivel internacional. Entre los clientes iniciales de estas telas estaban Balenciaga, Balmain, Pierre Cardin y Chanel. Alberto Ilorini, hijo de Francesco Ilorini, asumió el control de la empresa, convirtiéndose en el director de la misma, también una vez que ésta pasó a manos de Ermenengildo Zegna en enero de 1999.

## Tejidos
Aunque al principio se comercializaban tan solo en Europa, en 1960 Agnona comenzó a exportarlos a Japón después de que Ilorini realizara un viaje personal a la isla para estudiar la posibilidad de entrar en el mercado nipón. En 1961 se adentró en el mercado estadounidense. A finales de la década de los 60, Agnona comenzó a adquirir la lana para sus tejidos fuera de Italia, importándola de regiones como América del Sur, China, Australia y el Tíbet. También participa en varias empresas extranjeras para garantizar el material.
Agnona produce unos cinco mil tipos de lana diferentes. Entre estos tipos de lana se incluyen la cachemira, mohair, de camello, alpaca y vicuña. En 1997, entre los clientes que utilizaban tejidos de Agnona en sus prendas estaban Ralph Lauren, Calvin Klein, Chanel, Yves Saint Laurent, Gianni Versace, Jil Sander, Escada, Hugo Boss, Dior, Hermès, Valentino, Gianfranco Ferre, Joyce, Sanyo y Marc Jacobs. La empresa es parte del Consorcio Internacional de Vicuña, que tiene derechos exclusivos de la venta y comercialización de la lana de vicuña.

## Ropa
Agnona cuenta con secciones tanto de ropa como de tejidos. Su sección de ropa y decoración del hogar se inició en la década de los 70, incluyendo moda ready-to-wear, géneros de punto y una colección del hogar. Su línea de accesorios incluye bufandas, corbatas y chales. Entre las prendas de Agnona se incluyen abrigos, pantalones, faldas, vestidos y otros elementos. Entre los directores que las líneas encontramos a Roberto Jorio Fili, quien más tarde dirigió Calvin Klein.
A finales de la década de los 90, Agnona comenzó a abrir tiendas independientes además de seguir vendiendo sus productos en grandes almacenes. Los puntos de venta en los EE. UU. en esa década incluían Neiman Marcus, Bergdorf Goodman, Saks Fifth Avenue y Barneys New York. En 1997 abrió su primera boutique independiente en la ciudad de Nueva York. Anteriormente, Agnona tan solo había abierto boutiques propias en Milán. También tenía franquicias en Osaka y Tokio. Agnona fue adquirida por Zegna en 1999 para ampliar sus líneas de prendas de punto.
En enero de 2001, Mario Giraudi fue elegido director ejecutivo de Agnona. Ese año, el 50 % de las ventas de la empresa fueron para prendas de mujer, el 25 % para prendas de hombre y un 25 % para decoración del hogar. Desde entonces, la línea para hombre ha desaparecido. En 2004 las prendas de Agnona hicieron su aparición en las tiendas de Zegna. Daniela Cattaneo se convirtió entonces en la directora creativa de la marca de moda. En 2006, Gunn Johansson fue nombrado diseñador de la línea de ropa para mujer de Agnona. La firma también recibía asesoramiento del director de Gucci, Domenico De Sole, así como del director ejecutivo de Agnona, Tord von Dryssen. En dicho año, el 90 % de los beneficios de la empresa provenían de la ropa y solo el 10 % de los tejidos.
De 2012 a 2015, la línea de ropa de Agnona tomó como diseñador jefe a Stefano Pilati, quien amplió la colección de accesorios con la línea de bolsos Cara. In May 2014, Alessandra Carra pasó a ser la directora ejecutiva de la firma.